# Списак жртава Другог светског рата у општини Смедеревска Паланка
Током Другог светског рата, од 1941. до 1945. године, на територији општине Смедеревска Паланка је страдало укупно 1.288 људи. Погинулих припадника Народноослободилачке војске Југославије и убијених партизанских симпатизера било је 703, погинулих припадника Југословенске војске у отаџбине и њихових симпатизера било је 395, у квинслишким јединицама (СДС и СДК) страдало је 33, а као жртве фашистичког терора страдало је 156. људи.

## Жртве
- Маринковић Илије Младен, рођ. 1886, угледан сељак, заменик команданта села у организацији ЈВуО. Хапшен је од Немаца и љотићеваца, а 1944. био на Бањици. Стрељан од комуниста у ноћи 6/7. октобра 1944. у селу, а кућа му је опљачкана. Син јединац му је јесени 1944. мобилисан од комуниста и упућен на фронт у Хрватској, где је погинуо.(Азања)

- Радовановић Милана Милета, рођ. 1902, партизански првоборац, дезертирао из јединице пред борбу са Немцима. Ухваћен и убијен од бивших сабораца – партизана 18. септембра 1941, на сеоској раскрсници. Прва је жртва комунистичког терора у околини Паланке. (Голобок)

- Петровић Владимира Драгољуб-Мика, рођ. 1922, четнички сарадник и курир, заробљен и убијен од партизана 7. јула 1944. на Брдњаку.(Селевац)

- Миловановић Миливоја Љубомир, рођ. 1891, мобилисан од четника да превезе њиховог војника Радована Станојевића у Ландол. Код Коњске су их пресрели партизани, али су они почели да беже. Обојица су ухваћени и побијени у атару Друговца, 9. маја 1944. (Селевац)

- Бранковић Драгољуба Милорад, рођ. 1921, предратни голман фудбалског клуба у Великом Орашју. Издао партизане Немцима, који су опколили његову кућу и убили једног комунисту, 1941. године. Пред ослобођење, 1. октобра 1944, на превару од партизанске тројке одведен од куће и убијен метком у потиљак.(Мала Плана)

- Степановић Божидара Живанка–Живанче, рођ. 1906, изведена на стрељање од комуниста 23. јула 1943, јер је једном приликом сеоским властима пријавила боравак партизана у селу, али је само рањена. Увече, партизани су је нашли сакривену и убили мучки. На телу је избројано 60 убода ножем. Покућство јој је опљачкано и отерано за Подунавље.(Кусадак)

- Лазаревић Милана Светислав–Мечка, рођ. 1901, током рата једно време председник сеоске општине. Убијен од комуниста 1944. или 1945. у селу.(Кусадак)

- Јелић Илије Божидар-Божа, рођ. 1922, није желео да се одазове комунистичкој мобилизацији, па се одметнуо и крио. Погинуо 14. марта 1945. у бункеру на Караули, од бомби коју су бацили припадници КНОЈ-а.(Баничина)

- Вучићевић Александра Радосав, рођ. 1923, абаџија, шио амблеме четницима за униформе. Учествовао у одбрани Аранђеловца од комуниста 20. септембра 1944, као припадник Горске краљеве гарде ЈВуО. Извукао се из града и побегао у село Бање, где је заробљен од комуниста, везан жицом и цео дан саслушаван. Убијен хицем у главу од партизана 1. крајишке бригаде без суда 22. септембра 1944. Претходно су му скинули сат с руке и нове опанке с ногу.(Придворице)[2]